# Stade Amadou Gon Coulibaly
Het Stade Amadou Gon Coulibaly is een multifunctioneel stadion in Korhogo, een stad in Ivoorkust. In het stadion is plaats voor 20.000 toeschouwers.
De bouw van dit stadion begon in 2019. De hoofdaannemer was het Chinese bedrijf Chinese company China National Building Material (CNBM). De kosten voor de bouw van dit stadion waren 50,02 miljard CFA. Het stadion is vernoemd naar de man die premier was van Ivoorkust tussen 2017 en 2020, Amadou Gon Coulibaly (1959–2020). Die overleed in juli 2020 en daarna werd besloten dit stadion naar hem te vernoemen. De opening van het stadion was op 4 november 2023. 
Een dag na de opening werden de eerste wedstrijden gespeeld voor de CAF Women's Champions League. Op 18 en 19 november werden op dat toernooi in dit stadion de troostfinale en finale gespeeld. De finale ging tussen Sporting Club Casablanca en Mamelodi Sundowns Ladies FC en eindigde in 3–0. Het stadion wordt in 2024 gebruikt voor het Afrikaans kampioenschap voetbal 2023. Er staan zeven wedstrijden op het programma.

## Afrika Cup 2023
Tijdens het Afrikaans kampioenschap voetbal 2023 worden er zeven wedstrijden in dit stadion gespeeld, zes groepswedstrijden en een achtste finale.
| Datum           | Tijd  | Thuisteam   | Uitslag | Uitteam        | Competitie     | Toeschouwers | Onderlingsresultaat |
| --------------- | ----- | ----------- | ------- | -------------- | -------------- | ------------ | ------------------- |
| 16 januari 2024 | 17:00 | Tunesië     | 0–1     | Namibië        | Groepsfase     | 13.991       | onderling resultaat |
| 16 januari 2024 | 20:00 | Mali        | 2–0     | Zuid-Afrika    | Groepsfase     | 16.894       | onderling resultaat |
| 20 januari 2024 | 20:00 | Tunesië     | 1–1     | Mali           | Groepsfase     | 18.130       | onderling resultaat |
| 21 januari 2024 | 20:00 | Zuid-Afrika | 4–0     | Namibië        | Groepsfase     | 9.304        | onderling resultaat |
| 24 januari 2024 | 17:00 | Zuid-Afrika | 0–0     | Tunesië        | Groepsfase     | 12.847       | onderling resultaat |
| 24 januari 2024 | 20:00 | Tanzania    | 0–0     | Congo-Kinshasa | Groepsfase     | 12.847       | onderling resultaat |
| 30 januari 2024 | 17:00 | Mali        | 2–1     | Burkina Faso   | Achtste finale | 19.184       | onderling resultaat |